# Добробут (місцевість)
Добробут — місцевість, що знаходиться у Жмеринці.

## Опис
Добробут — досить великий мікрорайон, що на південному заході міста. Забудова переважно промислова — на території місцевості знаходяться: недіючий з часів Незалежності завод «Сектор», Готель «ЯкДональдз», ПП «Диліжанс», Жмеринська ферментаційно-тютюнова фабрика, Жмеринський маслозавод, Елеватор, тощо. Житлова забудова одноповерхова. Неподалік знаходиться залізнична станція «Жмеринка-Подільська».